# Chrysso indicifera
Chrysso indicifera là một loài nhện trong họ Theridiidae.
Loài này thuộc chi Chrysso. Chrysso indicifera được Ralph Vary Chamberlin & Wilton Ivie miêu tả năm 1936.